# Pseudopene
Un pseudopene o pseudofalo —y sus variantes respectivas seudopene y seudofalo— es cualquier estructura anatómica que se encuentra en un animal que, si bien parece superficialmente ser un pene, deriva de un camino de desarrollo diferente.

## Mamíferos

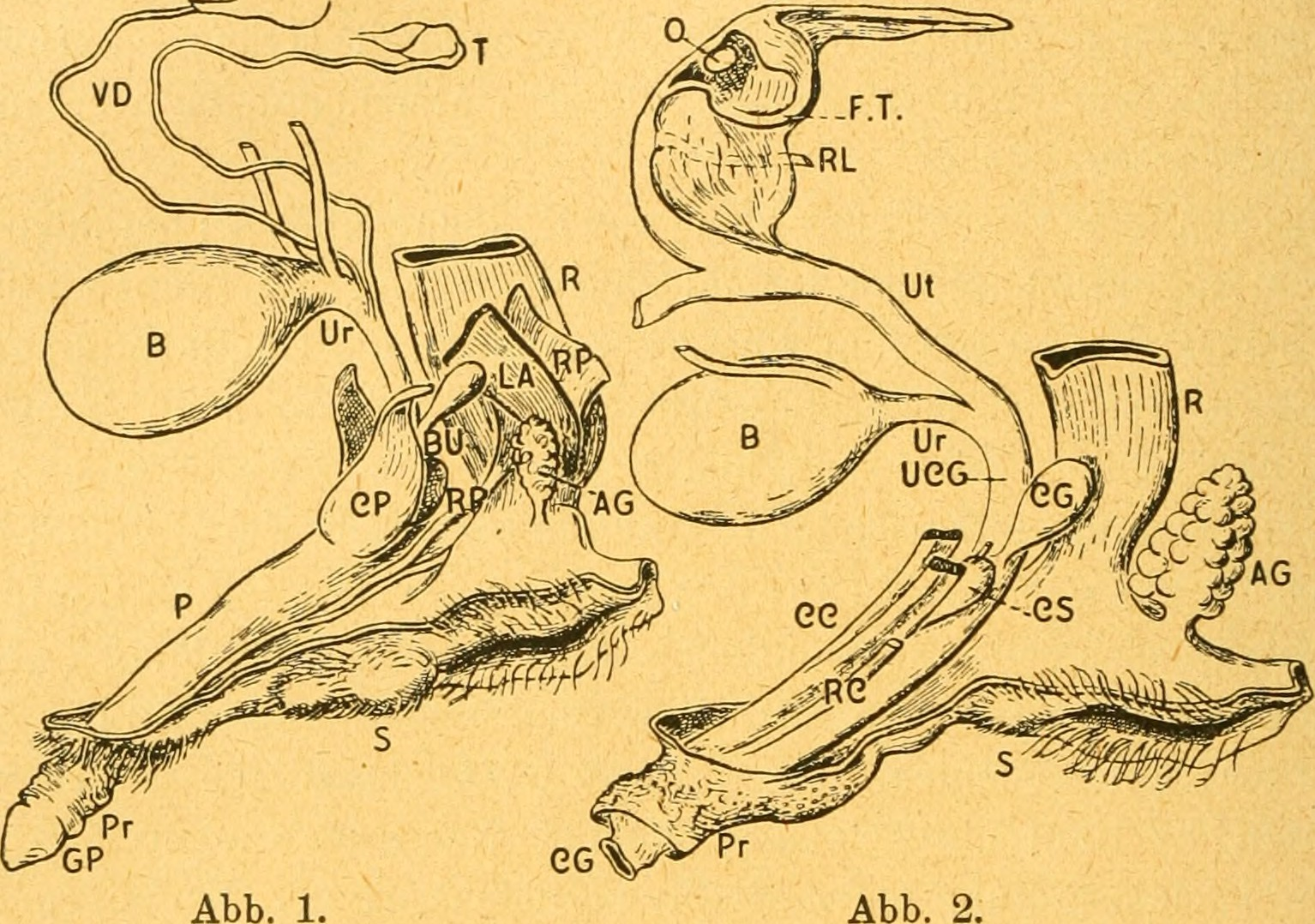
Sistemas reproductores masculino y femenino de la hiena manchada.

En los mamíferos, todos los machos intactos y con un desarrollo típico tienen un pene, pero en las hembras de las  hienas moteadas, fosas juveniles, binturongs, lémures y monos araña el clítoris es lo suficientemente alargado como para ser llamado un «pseudopene». En el caso de las fosas, el clítoris alargado está sostenido por un os clitoridis (hueso clitoriano), un hueso similar al hueso peniano que se encuentra en la mayoría de mamíferos. Sin embargo, el hueso clitoriano y el pseudopene de las fosas hembras se encogen a medida que la joven hembra crece, a diferencia de otras especies de pseudopenes.
El pseudopene mamífero parece tener una función exclusiva de exhibición, si bien la hiena moteada es una excepción: las hienas moteadas hembras también usan su pseudofalo para miccionar, copular y dar a luz. Esta característica dificulta además que los machos se apareen sin la plena cooperación de las hembras, lo que significa que las preferencias de apareamiento de las hembras son las predominantes.
Las hienas moteadas constituyen una sociedad matriarcal, en la que las hienas hembras adultas dominan a los machos adultos. Las hienas moteadas hembras son asimismo más agresivas que los machos. Cuando una hiena macho deja su clan natal, se comporta de manera sumisa con todas las hienas que acabe de encontrar; en consecuencia, cuando una hiena macho se establece con un nuevo clan como macho reproductor, es sumiso a todos los miembros nativos del clan. Como resultado del comportamiento sumiso de los machos, se ha planteado la hipótesis de que la hiena macho tenían erecciones como muestra de sumisión. Durante sus saludos, las hienas se paran paralelas unas a otras y olfatean o lamen el miembro erecto o la glándula odorífera anal.
Existen costos reproductivos severos resultado del pseudopene de las hienas moteadas hembras. Casi todos los cachorros primogénitos de las hembras nacen muertos, en tanto la placenta no es lo suficientemente larga para el extendido canal de parto penil. Además, el proceso del primer parto requiere mucho tiempo, en tanto requiere que el meato del pseudopene se rasgue, permitiendo así el paso del feto; en consecuencia, los primogénitos a menudo mueren de hipoxia.
Los monos araña hembras tienen un clítoris que es llamado pseudopene por estar especialmente desarrollado y tener un surco perineal poco profundo que retiene y distribuye gotas de orina mientras la hembra se mueve. El clítoris de las monos araña de Geoffroy hembras es largo y protuberante, con apariencia de pene. Este órgano, llamado clítoris colgante debido a la forma en que cuelga externamente, es de hecho más grande que el pene en estado flácido de los machos. A raíz de esto, los observadores humanos a veces confunden a las hembras con los machos. Se cree que el clítoris alargado ayuda a los machos a determinar la receptividad sexual de las hembras, permitiéndoles tocar el clítoris y olerse los dedos para detectar señales químicas u olfativas en relación con el estado reproductivo de las hembras.

## Aves
Solo el 3 % de las especies de aves tienen un falo. El órgano genital más común entre las aves es la cloaca, tracto directo usado para la excreción y la reproducción en ambos sexos.[cita requerida] Los machos de ciertas especies de aves, como las ratites, los anímidos, las anseriformes y los crácidos (una familia de galliformes arbóreos) exhiben un falo. Un ejemplo notable de una ave con pseudopene es el bufalero piquirrojo, que no usa su pseudofalo para la inserción directa durante la cópula, pero que juega con todo un papel en el apareamiento y la estimulación sexual exitosos. De manera similar al bufalero piquirrojo, el casuario, una especie de ratite, exhibe un pseudopene tanto en machos como en hembras. El pseudofalo del macho se usa para «invaginar», esto es, para empujar el pseudofalo de la hembra de adentro hacia afuera, y luego se eyacula desde la cloaca para asegurar un apareamiento exitoso. 

## Insectos
Uno de los ejemplos más conocidos de pseudofalo en los insectos se encuentra en los psocópteros (piojos de libro), del género Neotrogla. En este género, el pseudopene juega un rol en su rara vez vista inversión sexual. En este caso, el macho tiene una estructura similar a una vagina mientras que la hembra tiene un pseudopene. Esto puede causar confusión, y es fácil preguntarse por qué individuos con una estructura similar a la vagina se consideran machos mientras que los que tienen un pseudopene se consideran hembras. Esto se debe a que si bien tienen estructuras externas visibles del sexo opuesto, sus estructuras internas son consistentes con su sexo. De manera aún más importante, los machos producen esperma y las hembras producen óvulos.
Las hembras de Neotrogla tienen una estructura similar a un pene, llamada ginosoma que contiene un tubo que conduce al interior de su cuerpo hasta el sitio donde se encuentran sus genitales. Los machos tienen una estructura parecida a una vagina, aunque en el interior de su cuerpo, tienen genitales masculinos. Cuando la hembra inserta su órgano en el macho, la punta del pseudopene se infla. Cuando esta punta se infla, se ensanchan crestas y espinas específicas de la especie que encajan con las paredes de la cámara genital del macho. Esto cumple dos funciones, estimular los órganos reproductivos del macho y mantener al macho y la hembra unidos de manera inseparable. Tras estar así enganchados, la única forma de separarlos sería arrancarle el abdomen al macho. Durante el largo proceso de cópula de 40 a 70 horas, estas estructuras genitales masculinas eyaculan dentro del cuerpo del macho. Luego, el esperma se deposita en la estructura de la hembra y viaja a través de un conducto espermatecal hasta el lugar en que puede fertilizar los óvulos.

## Posible papel de la androstenediona
La androstenediona es una hormona que se convierte en testosterona por acción enzimática. Se ha teorizado que la dominancia y el fenotipo morfológico de un pseudopene que se observa en las hienas moteadas hembras se debe a la presencia de niveles prenatales y posnatales de androstenediona. Los niveles prenatales de andrógenos dictan las diferencias en los genitales entre machos y hembras. Se han observado niveles más altos de andrógenos en la segunda mitad del periodo de gestación, lo que se cree causa la masculinización en términos de dominancia y agresión en las hienas. Grandes cantidades de androstenediona son producidas en los tejidos ováricos de las hienas con poca actividad de aromatasa, lo que permite que la placenta convierta la androstenediona en testosterona. Se cree que las altas concentraciones de andrógenos virilizan los genitales de las hembras y matan los folículos ováricos. Los niveles de andrógenos posnatales dictan el crecimiento de los genitales durante la pubertad. Los niveles de andrógenos posnatales son más altos en las hembras que en los machos cuando son más jóvenes, particularmente en la infancia. Tales niveles altos de androstenediona contribuyen a la agresión y el dominio y la masculinización de los genitales durante la pubertad.